# Neonoen
Neonoen, običajno stiliziran kot NeonoeN, je črnogorska rock skupina, ustanovljena leta 2012 v Podgorici. Sprva so bili izbrani za predstavnika Črne gore na Pesmi Evrovizije 2025 s pesmijo »Clickbait«, a so se kasneje umaknili.

## Zgodovina
Skupina je bila ustanovljena v Podgorici v začetku leta 2012 pod imenom Neon. Kljub dolgoletnemu delovanju na domači glasbeni sceni so Neon leta 2018 izdali svoj debitantski singel »Ti i ja solo«. Istega leta so gostovali v glasbeni oddaji RTCG Obrati pozornost, kjer so izvedli nekaj priredb znanih pesmi, kot so Lonely Boy skupine The Black Keys, »Za laku noć« skupine Perper in črnogorsko domoljubno pesem »Još ne sviće rujna zora«. Približno tri leta kasneje, leta 2022, so sodelovali z Ivanom Dečakom, frontmanom hrvaške skupine Vatra, pri skladbi »Daleko odavde«.
Leta 2023, ob svoji deseti obletnici, so se Neon odločili spremeniti svoje ime v Neonoen, da bi se izognili zamenjavi z drugimi skupinami tako na nacionalni kot mednarodni ravni. To spremembo je spremljala produkcija dveh še neobjavljenih singlov, ki sta bila premierno predstavljena na Kulturnem festivalu Zabjelo. Skupina je z izidom skladbe »Dok ne udahnem te« naznanila, da pripravlja svoj prvi album, ki naj bi izšel leta 2024.
Dne 10. oktobra 2024 je bilo objavljeno, da skupina nastopila na Montesong 2024, črnogorskem predizboru za Pesmi Evrovizije 2025. Dne 27. novembra so v finalu tekmovanja zmagali s pesmijo »Clickbait«. Z zmago na izboru so si zagotovili pravico zastopati Črno goro na evrovizijskem odru v Baslu.
Po izboru se je izkazalo, da je Neonoen junija 2023 na glasbenem festivalu v Zabjelu že izvedel skladbo »Clickbait«, s čimer je kršil tako pravila Montesonga kot Pesmi Evrovizije. Dne 4. decembra 2024 je skupina objavila, da se umika in ne bo zastopala Črne Gore na Pesmi Evrovizije 2025.

## Glasbeni stil
Marko Vukčević je v intervjuju za publikacijo All About The Rock glasbo skupine opisal kot indie rock, ki vsebuje elemente bluesa, rocka, hard rocka, heavy metala, punk rocka in popa.

## Člani

### Trenutni člani
- Marko Vukčević – vokal
- Ilija Pejović – kitara
- Filip Vulanović – bas
- Milan Vujović – bobni

## Diskografija

### Pesmi
- Ti i ja (2018)
- Tattoo (2018)
- Mit (2019)
- Daleko odavde (skupaj z Ivan Dečak, 2022)
- Dok ne udahnem te (2023)
- Dječak z vetrom u kosi (2023)
- Clickbait (2024)